# Caprine Arthritis-Enzephalitis
Die  Caprine Arthritis-Enzephalitis (CAE) ist eine mit Gelenk- (Arthritis) und gelegentlich mit Gehirnentzündung (Enzephalitis) einhergehende Viruserkrankung der Ziegen (Capra). Sie kommt in Europa häufig vor und tritt gebietsweise gehäuft (enzootisch) auf.

## Erreger
Der Erreger der CAE ist das Caprine Arthritis Enzephalitis (CAE)-Virus aus der Gruppe der Retroviren, genauer der Lentiviren.
Die Übertragung des Virus erfolgt zumeist über das Kolostrum vom Muttertier auf das Lamm. Infektionen durch über den Kot ausgeschiedene Viren bei erwachsenen Tieren sind selten. Das Virus befällt die weißen Blutkörperchen. Das infizierte Tier bildet zwar Antikörper, diese sind jedoch nicht in der Lage das Virus zu neutralisieren.

## Klinisches Bild
Mehr als 70 % der infizierten Tiere bleiben symptomlos, zeigen also keine Krankheitserscheinungen.
Bei Lämmern dominieren zentralnervöse Symptome einer Gehirnentzündung, nach dem VETAMIN-D-Schema als neurologische entzündungsbedingte Erkrankung. Im Alter von 2 bis 4 Monaten treten Hinterhandschwäche, Lähmungserscheinungen und Bewegungsablaufstörungen auf. Zumeist magern erkrankte Lämmer ab. Bei erwachsenen Tieren stehen Gelenkentzündungen im Vordergrund, wobei vor allem das Vorderfußwurzelgelenk betroffen ist.

## Diagnose und Bekämpfung
Eine Behandlung ist nicht möglich, weshalb die Eliminierung von Virusträgern die einzige Bekämpfungsmöglichkeit ist. Da viele Infektionen stumm verlaufen, kann dies nur durch eine serologische Untersuchung mittels ELISA erfolgen, bei der Tiere mit Antikörpern aus der Herde auszusondern sind, weil sie auch bei fehlenden Krankheitszeichen das Virus ausscheiden. Lämmer können durch Aufzucht mit pasteurisierter Milch geschützt werden.
In der Schweiz ist die CAE eine meldepflichtige Tierseuche der Bekämpfungsklasse 2 (Auszurottende Seuche).